# Отаквар (дегестан)
Отаквар (перс. اطاقور) — дегестан в Ірані, у бахші Отаквар, в шагрестані Лянґаруд остану Ґілян. За даними перепису 2006 року, його населення становило 8487 осіб, які проживали у складі 2314 сімей.

## Населені пункти
До складу дегестану входять такі населені пункти:
- Ака-Алі-Сара
- Акбар-Сара
- Алам-Сар
- Алі-Хан-Сара
- Алман-Лянґе
- Анболан-Сара
- Арбу-Лянґе
- Асд-Сара
- Атаруд
- Ашіян
- Ашкал
- Баджі-Сара
- Бала-Тану-Руд
- Бала-Шекар-Кеш
- Бандар-Махале
- Бар-Ґалі
- Бегешт-Лат
- Бегпас-Баґ
- Біджар-Анджіл-е-Качал-Бон
- Бірум
- Вандар-Кеш
- Ґав-Колі
- Ґарусі
- Ґерд-Ґавабар
- Ґольсу
- Дег-Джан
- Дешт-е-Алам
- Джавардег
- Джаналіабад
- Зохрабалі-Сара
- Каглебун
- Кандсар
- Кандсар-е-Зейн-Паре
- Кандсар-е-Шекар-Кеш
- Каре-Рудхан
- Кафеш-Коль-Махале
- Качал-Бон
- Кіш-Поште
- Корд-Сара-Кух-е-Бала
- Корд-Сара-Кух-е-Паїн
- Лакпошт
- Ларзіян
- Лат-Махале-Тіксар
- Лемуш-Пошт
- Лісе-Руд-е-Тазеабад
- Лотфалі-Ґавабар
- Мадіян-Ґавабар
- Марзалат
- Мелаз-Ґавабар
- Міян-Шекар-Кеш
- Мохаммад-Джафар-Махале
- Навасар
- Накаре-Чі-Махале
- Нарендж-Бон-е-Бала
- Нарендж-Бон-е-Паїн
- Нешаш
- Паїн-Кеш-Сара
- Паїн-Тану-Руд
- Паїн-Шекар-Кеш
- Паштал-Сара
- Пену
- Піле-Махале
- Поруш-е-Бала
- Поруш-е-Паїн
- Сабз-Алі-Сара
- Садат-Махале
- Саладжан
- Санґ-Сара
- Сарсар
- Сіз-Кух
- Сілаб-Кеш
- Су-Ґавабар
- Тазеабад-е-Корд-Сара-Кух
- Талеб-Сара
- Тік-Сар
- Фебіль-Ґав-Сара
- Халіфе-Ґавабар
- Ханавар-Сара
- Хана-Поштан
- Хомейр-Махале
- Хорар
- Хорма
- Хортай
- Хосейн-Сара
- Чурі
- Шаріфалі-Сара
- Шеш-Калає
- Шешлу